# ГЕС Huong Dien
ГЕС Huong Dien — гідроелектростанція у центральній частині В'єтнаму. Використовує ресурс із річки Бо, яка утворює спільну дельту з річкою Huong та впадає до Південно-Китайського моря за вісім десятків кілометрів на північний захід від Дананга.
У межах проекту річку перекрили греблею із ущільненого котком бетону висотою 82 метри, довжиною 185 метрів та товщиною по гребеню 8,5 метра, яка потребувала 400 тис. м3 матеріалу. Крім того, існує земляна дамба висотою 32 метри, довжиною 168 метрів та товщиною від 5 (по гребеню) до 140 (по основі) метрів. Разом вони утримують водосховище з площею поверхні 33,9 км2 та об'ємом 821 млн м3 (корисний об'єм 351 млн м3), в якому припустиме коливання рівня у операційному режимі між позначками 46 та 58 метрів НРМ (під час повені останній показник збільшується до 60 метрів НРМ). Можливо відзначити, що вище від сховища Huong Dien до Бо через ГЕС A Luoi здійснюється деривація ресурсу із верхів'я річки Секонг, лівої притоки Меконгу (має устя на узбережжі того ж Південно-Китайського моря, але за сімсот кілометрів південніше від устя Бо).
Пригреблевий машинний зал обладнали трьома турбінами типу Френсіс загальною потужністю 81 МВт, які при напорі від 43 до 56 метрів (номінальний напір 47 метрів) повинні забезпечувати виробництво 305 млн кВт-год електроенергії на рік.
Відпрацьована вода повертається до Бо по відвідному каналу довжиною 0,24 км.
Видача продукції відбувається по ЛЕП, розрахованій на роботу під напругою 110 кВ.